# Musée de la Ville d'Athènes

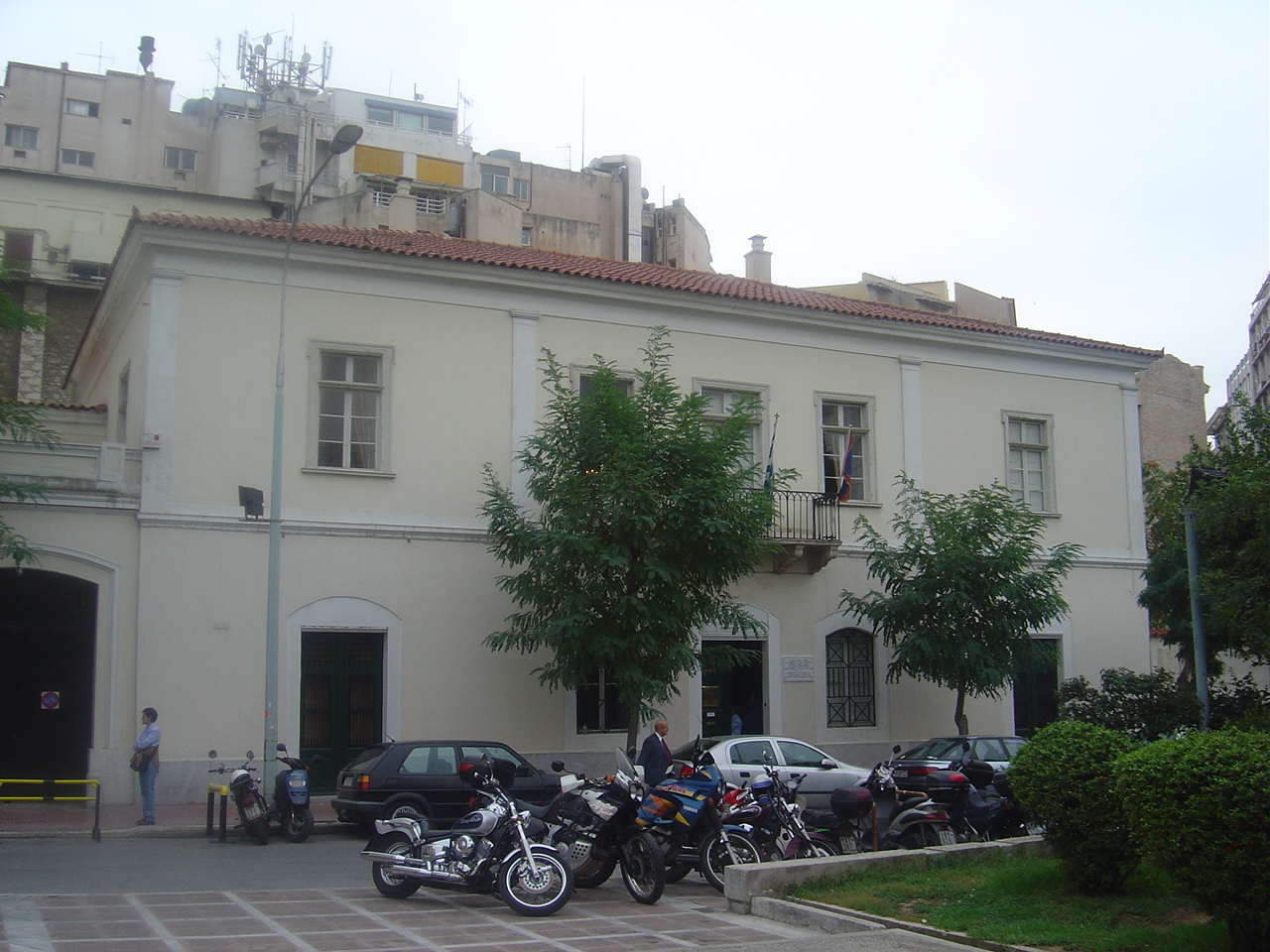
Le musée de la Ville d'Athènes.

Le musée de la Ville d'Athènes (en grec moderne : Μουσείο της Πόλεως των Αθηνών) est un musée grec situé dans le premier palais du roi Othon Ier de Grèce, sur la place Klafthmónos à Athènes. À l'origine, le bâtiment appartenait à l'homme d'affaires Dekozis-Vouros, qui le loua pour 7 000 drachmes au souverain au moment du transfert de la capitale grecque de Nauplie à Athènes (1836-1843). Aujourd'hui, le musée présente les anciens appartements royaux ainsi que de nombreux objets historiques.

## Collections

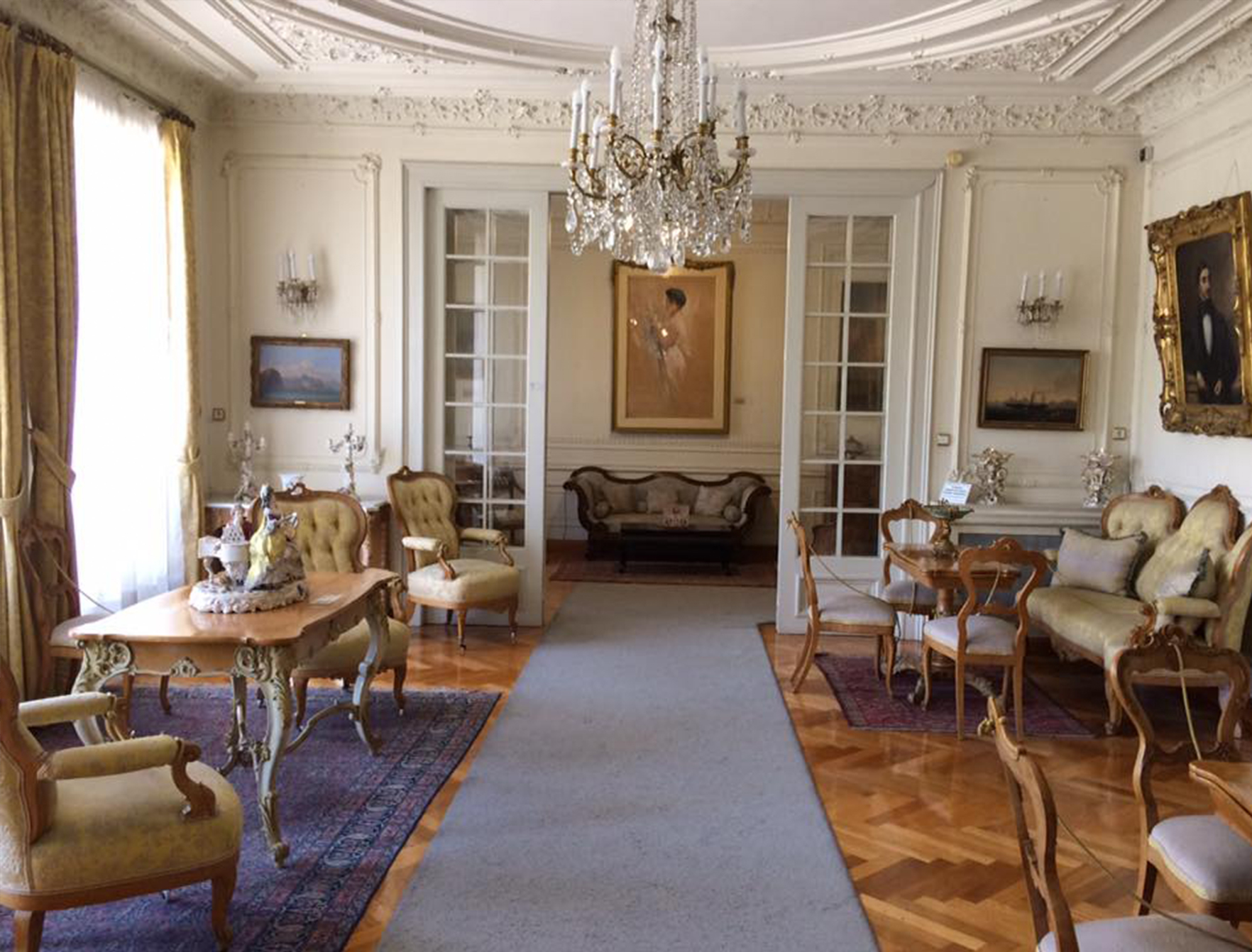
Salle d'exposition d'ameublement.
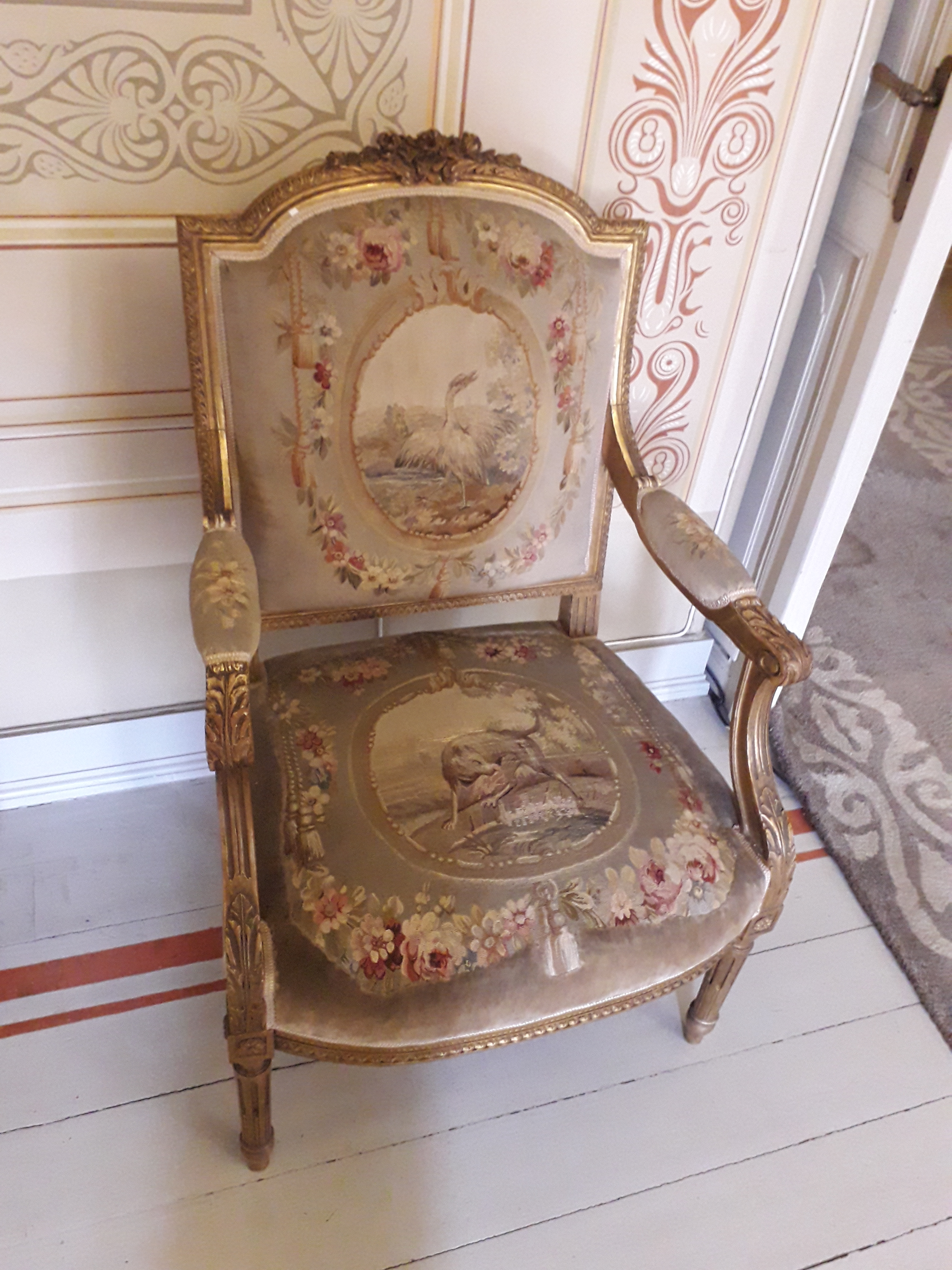
Fauteuil Louis XVI à décor de chasse.
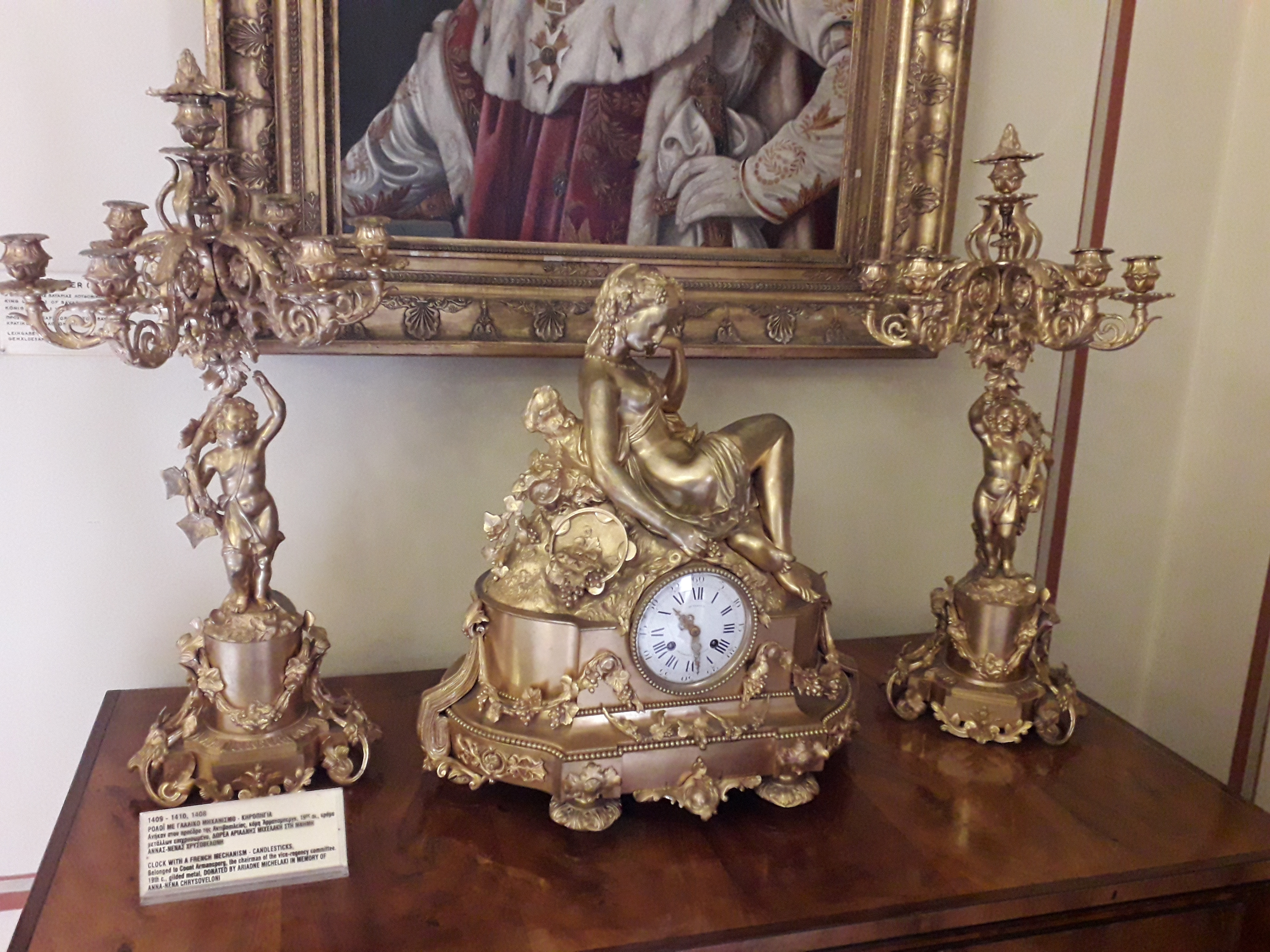
Pendule en métal doré à mécanisme français et chandeliers du comte Armansperg, régent de Grèce, XIXe siècle.
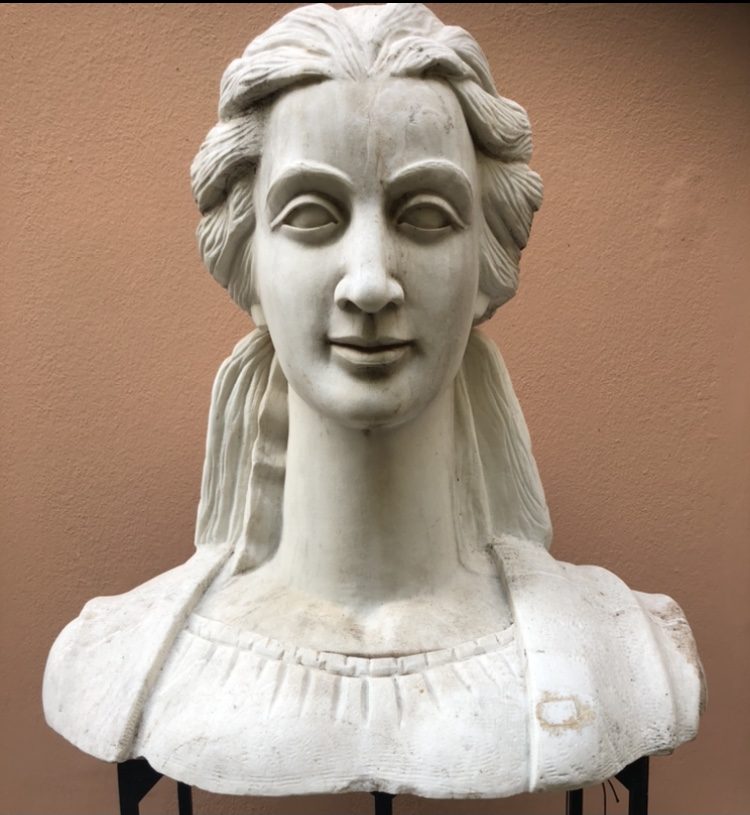
G. Karakalas, La jeune fille de Tyrnavos, 1975.